# Mahmud Muntasser
Mahmud al-Muntasir (Tripoli, 8 agosto 1903 – Tripoli, 28 settembre 1970) è stato un politico libico, Primo ministro della Libia dal dicembre del 1951 al febbraio del 1954 e dal gennaio del 1964 al marzo del 1965.
Arrestato a seguito del colpo di Stato del 1º settembre del 1969, grazie al quale andò al potere Muʿammar Gheddafi, trovò la morte di lì a poco: alcuni hanno parlato di suicidio, altri di omicidio a fini politici dato che al-Muntasir era un oppositore del nuovo regime.